# 基思·詹姆斯·萊德勒
基思·詹姆斯·萊德勒（英語：Keith James Laidler；1916年1月3日—2003年8月26日），出生於英格蘭，被視為化學動力學的先驅者以及酵素物理化學領域的權威。

## 求學
萊德勒於牛津大學三一學院取得其學士（1937）、碩士（1955）及博士（1956）學位。攻讀碩士及博士期間，萊德勒從事化學動力學之研究，指導教授為西里爾·欣謝爾伍德。1940年，他於亨利·艾林門下取得普林斯頓大學的博士學位，論文名為〈凝聚和異構系統的反應動力學〉。他是加拿大國家研究委員會的博士後成員。

## 生涯
1946至1955這十年間，萊德勒於美國天主教大學任職。在這之後，他剩餘的學術生涯都待在渥太華大學（1955年－1981年），他曾擔任該校化學系主任、理學院副院長等職。他是13本書籍與250餘篇論文的作者。
萊德勒是加拿大皇家學會的會員，該學會形容他是「化學動力學在20世紀的先驅者，帶動了現代動力學理論過渡態理論的發展。萊德勒的研究在許多領域擁有開創性的貢獻：氣相反應；電子激發態分子在動力學角度下的反應性並建立該類過程的勢能面；發展對付表面反應及溶液反應的動力學與機制……」。

## 外部連結
- Laidler biography
- Laidler at Scientific Commons
- Laidler's Science Canada profile（页面存档备份，存于）